# Levirát
Levirát (z lat. levir, švagr) nebo levirátní sňatek je sňatek vdovy s bratrem bezdětného zemřelého muže. Vyskytuje se v zemědělských společnostech, které kladou velký důraz na zachování rodu a jeho jména.

## Původ
V tradičních zemědělských společnostech je půda pevně rozdělena na určitý počet hospodářství či starověkých „domů“ (řec. oikos). Nová hospodářství tedy nemohou vznikat a stabilita společnosti vyžaduje, aby žádné dosavadní nezaniklo. Každé hospodářství je pevně spojeno s určitým rodem a „jménem“, které se stejně jako majetek dědí v otcovské linii. S tímto uspořádáním úzce souvisí i typické rodové nebo domácí náboženství, někdy nazývané kult předků.
Jednou z nejdůležitějších povinností hlavy rodiny je postarat se o pokračování rodu, protože na něm závisí posmrtný život zemřelých předků. Muž, který zemřel bezdětný, tak nesplnil tuto povinnost a levirát je pokus chybu napravit. Obvykle mladší bratr zemřelého, který s ním žil na tomtéž hospodářství, si má vzít vdovu a zplodit s ní „svému bratru“ syna, který by hospodářství později převzal.

## Biblický levirát
Různé formy levirátu se vyskytovaly v mnoha různých kulturách, přesný popis se zachoval v Bibli. Kniha Genesis popisuje příběh tří Judových synů, z nichž nejstarší Er jednal zle a brzy zemřel. Juda přikázal mladšímu bratru Onanovi, aby spal s vdovou Támar a zplodil dítě svému bratrovi. Onan s Támar sice spal, ale nechal sperma vystříknout na zem, protože dítě by „nebylo jeho“. Za to ho Hospodin potrestal smrtí a Juda řekl Támar, aby počkala, než dospěje nejmladší syn. Nakonec Támar v přestrojení za prostitutku svede svého tchána Judu a má s ním syna. Juda ji chce upálit za cizoložství, ale když Támar prokáže, že spala s ním, uzná svou chybu i své otcovství.
V knize Leviticus se sice důrazně zakazuje sexuální styk mezi blízce příbuznými (princip exogamie),
nezakazuje jej však v případě, kdy žena ovdoví. Kniha Deuteronomium pak levirát (hebrejsky יִבּוּם, jibum) přesně vymezuje: zakazuje vdově, aby se vdávala mimo rodinu a bratrovi zemřelého přikazuje, aby si ji vzal. V případě, že je vdova švagrem odmítnuta, má vdova v přítomnosti svědků muži, jenž ji odmítl, zout pravou botu a uplivnout před ním. Ačkoliv je uzavření levirátního svazku v rámci judaismu chápáno jako jedno z tarjag micvot, přesto již v době Talmudu bylo upřednostňováno propuštění vdovy obřadem chalica (hebrejsky חליצה, doslova „odstranění“ ve smyslu zutí obuvi). Po tomto obřadu se může vdova provdat za kteréhokoliv muže podle své volby, jak je to popsáno v knize Rút.
K levirátním sňatkům doposud dochází v některých orientálních židovských komunitách jako např. v Maroku, Tunisku, Íránu či Jemenu. Ve Státě Izrael je tato praxe zakázána.